# Waterloo (película)
Waterloo (en ruso: Ватерлоо) es una película dirigida por el soviético Serguéi Bondarchuk y estrenada en 1970. Fue una coproducción italosoviética, a cargo de Dino De Laurentiis.

## Argumento
La película trata sobre la última batalla de Napoleón Bonaparte (Rod Steiger), la batalla de Waterloo, que significó su caída definitiva tras el periodo de inflexión conocido como los Cien Días.

## Comentarios
Las secuencias bélicas de la película se rodaron en Ucrania a lo largo de 28 semanas. Participaron como extras 15.000 infantes y 2.000 soldados de caballería del Ejército Soviético.
A pesar de contar con uno de los mayores presupuestos hasta la fecha, la película fue poco vista en los cines y resultó un fracaso comercial.

## Premios

### BAFTA
| Categoría                  | Persona          | Resultado |
| -------------------------- | ---------------- | --------- |
| Mejor película             | Mejor película   | Candidata |
| Mejor diseño de producción | Mario Garbuglia  | Ganador   |
| Mejor diseño de vestuario  | Maria De Matteis | Ganadora  |